# Condado de King George
O Condado de King George é um dos 95 condados do estado americano de Virgínia. A sede do condado é King George, e sua maior cidade é King George. O condado possui uma área de 486 km² (dos quais 20 km² estão cobertos por água), uma população de 16 803 habitantes, e uma densidade populacional de 36 hab/km² (segundo o censo nacional de 2000). O condado foi fundado em 1720.